# Domat/Ems
Domat/Ems (hasta 1943 oficialmente Ems) es una comuna suiza del cantón de los Grisones, situada en la región de Imboden. Limita al norte con las comunas de Tamins y Felsberg, al este con Coira y Churwalden, al sur con Tomils y Rothenbrunnen, y al oeste con Rhäzüns y Bonaduz.

## Lengua
La lengua tradicional del pueblo fue hasta mediados de siglo XIX el retorromano. En 1880 el 89,5% de la población hablaba esta lengua. Fue a mediados del siglo XX que la lengua fue perdiendo importancia: en 1900 todavía un 88,70% hablaba romanche, en 1941 ya no eran sino el 76,1%, en 1970 32,75%, en 1980 29,46%, 15,77% en 1990 y 11,05% actualmente. Estos porcentajes nos indican la forma en que el romanche está desapareciendo en la región, mientras que el alemán la conquista. Debido al bajo porcentaje de parlantes de romanche, la lengua dejó de ser oficial en esta comuna.